# Brasilianische Guave
Die Brasilianische Guave (Acca sellowiana), auch Feijoa (georgisch: ფეიხოა) oder Ananas-Guave genannt, ist eine Pflanzenart aus der Gattung Acca innerhalb der Familie der Myrtengewächse (Myrtaceae).

## Beschreibung

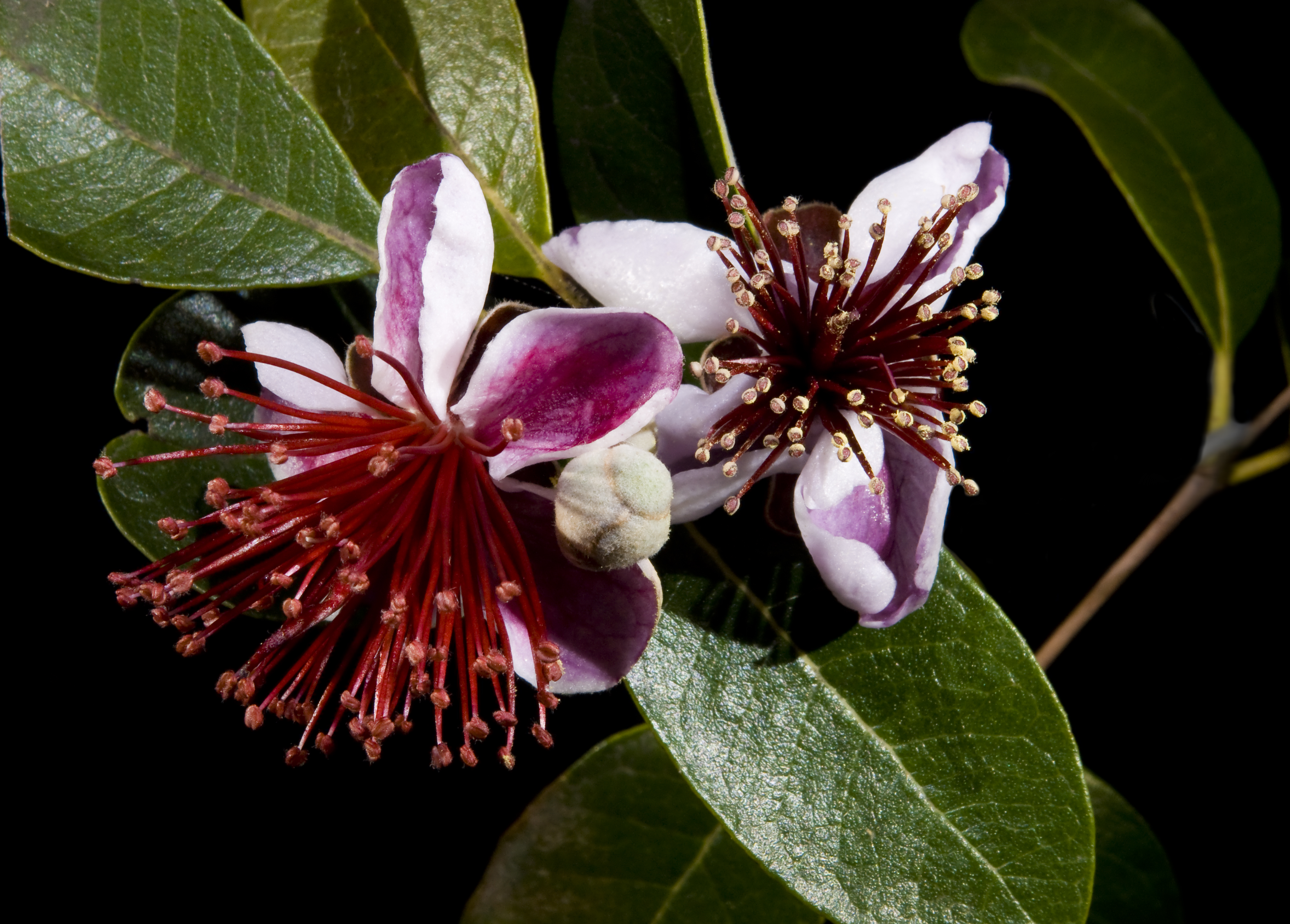
Blätter und Blüten mit vielen Staubblättern

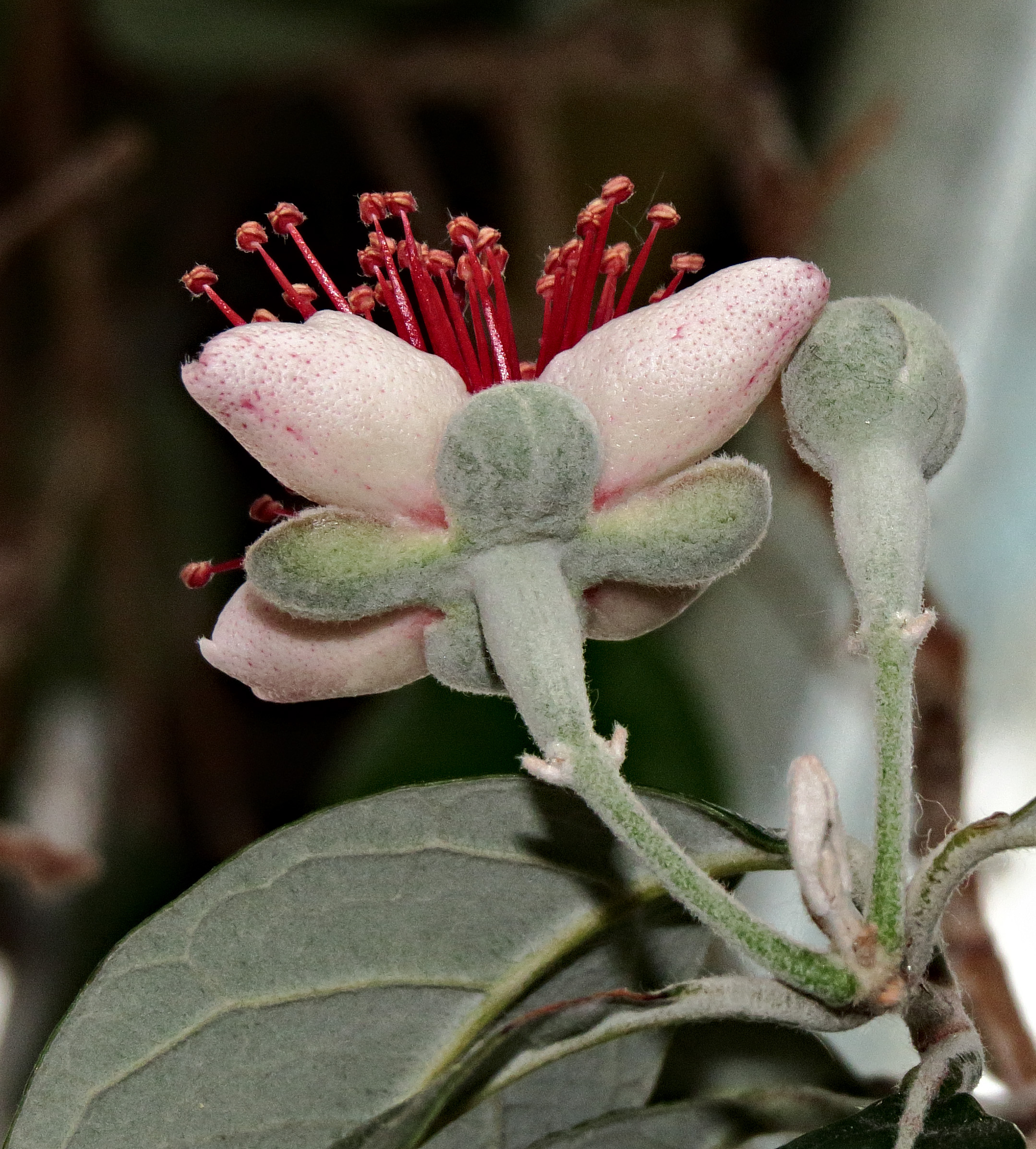
Blüten von unten

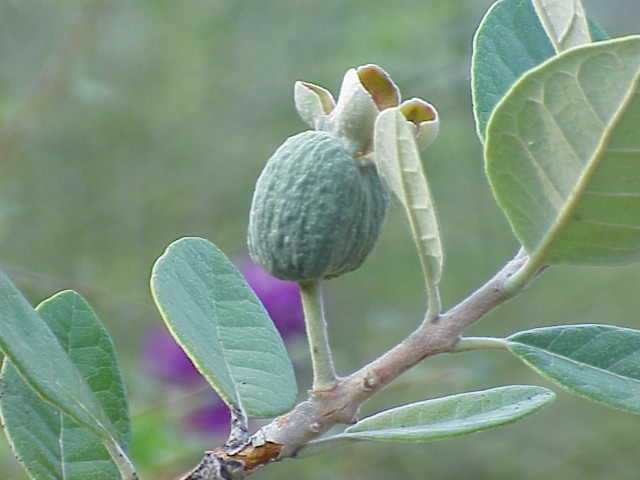
Zweig mit Blättern und unreifer Frucht

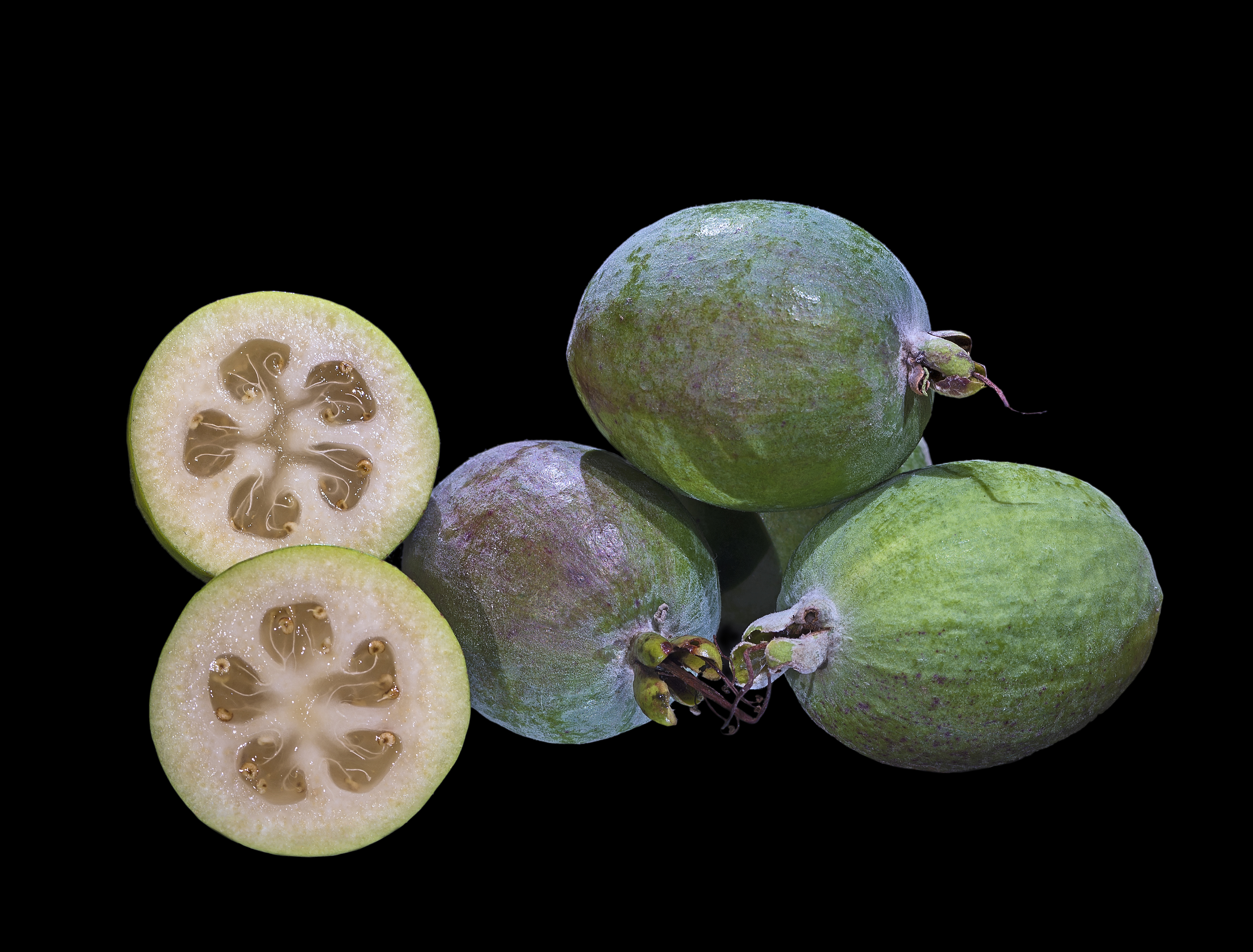
Frucht ganz und aufgeschnitten

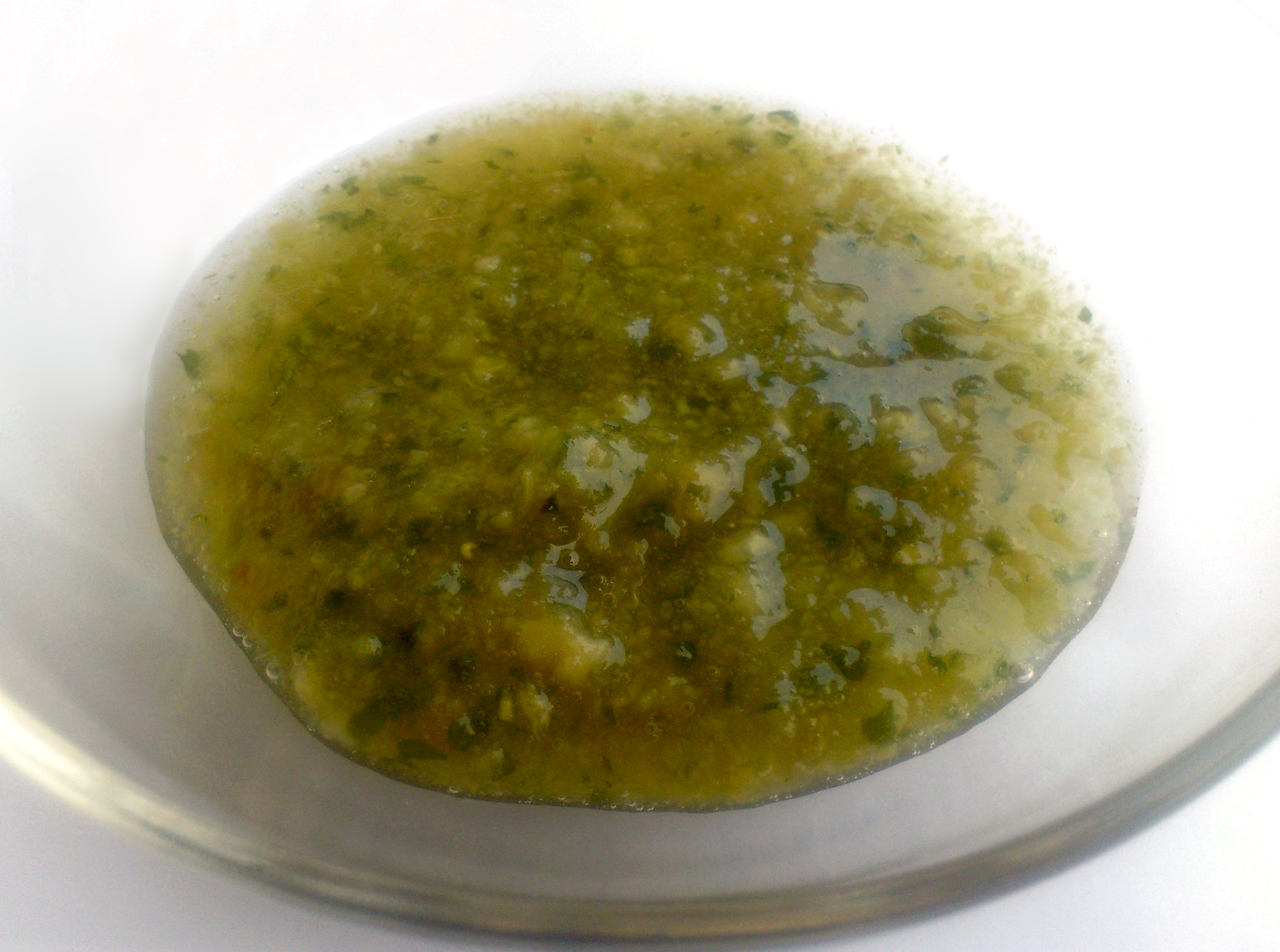
Fruchtmus

### Vegetative Merkmale
Die Brasilianische Guave ist ein langsam wachsender, immergrüner Strauch beziehungsweise ein kleiner Baum, der Wuchshöhen und Kronendurchmesser von 4 bis 6 Meter erreicht. Die abblätternde Borke ist gräulich bis bräunlich.
Die gegenständig angeordneten Laubblätter sind in Blattstiel und -spreite gegliedert. Der kurze Blattstiel ist gefurcht. Die dunkel-grünen, dicken Blattspreiten sind bei einer Länge von bis zu 6 Zentimetern elliptisch, lanzettlich oder länglich bis verkehrt-eiförmig, ganzrandig mit gerundetem bis spitzem oberen Ende und sind auf der Unterseite weißfilzig behaart. Die Fiedernervatur ist oberseits reliefartig eingeprägt.

### Generative Merkmale
Die erscheinen achselständig und einzeln. Die Blütenstiele und der länglich-zylindrische Blütenbecher sind weißfilzig behaart. Es sind sehr kleine, behaarte Vorblätter vorhanden.
Die weißen bis purpurfarbenen, rötlichen und zwittrigen Blüten mit doppelter Blütenhülle. Die vier bootförmigen, ausladenden Kelchblätter sind außen grün und weißfilzig behaart und innen weiß-rötlich und kahl. Die vier fleischigen, schwach behaarten und ausladenden Kronblätter sind bootförmig, außen weiß bis schwach rötlich und feingrubig, innen sind sie purpurfarben bis rötlich. Es sind viele rote, lange, etwas steife Staubblätter vorhanden. Es ist ein Diskus vorhanden. Der mehrkammerige Fruchtknoten ist unterständig. Der lange, rötliche und konische Griffel endet mit einer kleinen, kopfigenr Narbe.
Die bei Reife grün-gelblichen bis dunkel-grünen Früchte sind bei einer Größe von 5 bis 12 Zentimeter großen rundlich oder eiförmig bis ellipsoid und sind teils „bereift“, glatt und leicht texturiert und schwach rippig; es handelt sich um Beeren (Panzerbeere, Scheinfrucht) und erinnern im Aussehen an kleine Avocados. Am oberen Ende sind die Kelchzipfel und Griffelreste erhalten. Das Fruchtfleisch ist weiß bis gelblich, bräunlich und von der Konsistenz einer weichen Birne ähnlich. Die stark duftenden Früchte schmecken im Reifestadium ähnlich einer Mischung aus Ananas und Erdbeeren, leicht säuerlich und erfrischend. Die Früchte sind 40 bis 150 Gramm schwer. Die vielen (20 bis 40) kleinen, abgeflachten Samen sind hell- bis orangefarben-bräunlich und 1,8 bis 3 Millimeter groß.

## Ökologie
Die Bestäubung geschieht in Kultur vor allem durch Bienen; die Art der Staubblätter deutet darauf hin, dass die Wildform von Fledertieren oder Vögeln bestäubt wird.

## Inhaltsstoffe
Die Feijoa enthält viele Vitamine und hat einen hohen Jodgehalt. Auf 100 g Feijoa kommen ca. 20 mg Vitamin C. Außerdem enthält sie viele Ballaststoffe, Eisen und Kalzium.

## Verbreitung und Anpflanzung und Nutzung
Die Brasilianische Guave stammt ursprünglich aus dem tropischen Südamerika: Südbrasilien, Nordargentinien, Westparaguay und Uruguay, wo sie in den Bergen wächst.
Sie wird auch in Eurasien, vor allem in Zentralasien, angebaut. Da sie eine relativ anspruchslose Pflanzenart ist, ist sie in großem Umfang als Obst in den GUS-Staaten (Anbaugebiete u. a. Georgien und Aserbaidschan) bekannt. Sie wird auch erfolgreich auf Sizilien angebaut. Die Saison der europäischen Früchte ist September und Oktober (Ort: Adrano, Sizilien). Unter dem Namen Feijoa ist sie in Neuseeland relativ populär. Die Früchte sind weit verbreitet erhältlich, auch weiterverarbeitet als Saft, Wein oder in Joghurt.
Sie eignet sich sehr gut als Kübelpflanze. Die auffälligen Blüten erscheinen auf Balkon und Terrasse ab Mai, unter Glas oft früher. Die Pflanzen werden nicht von Schädlingen befallen.
Bester Standort ist ein kalter, temperierter und frostfreier Wintergarten. Ausgepflanzt hält sie Temperaturen bis −12 °C stand. Im Topf erfriert sie bei Temperaturen unter −8 °C.
Die reife Frucht kann wie eine Kiwi gegessen werden. Feijoa eignet sich zur Herstellung von Kompott, und auch vorzüglich für die Herstellung von Brotaufstrich. Fein zerkleinert, mit Zucker vermischt und in Gläser abgefüllt, hält sich das Fruchtmus problemlos im Kühlschrank viele Wochen. Man kann die Früchte auch bis zu einem Jahr ohne Qualitätsverlust einfrieren.
Die Kronblätter der Blüten sind essbar. Die Brasilianische Guave wird auch als Zierpflanze genutzt.

## Systematik
Die Erstbeschreibung erfolgte 1854 unter dem Namen (Basionym) Orthostemon sellowianus O.Berg durch Otto Karl Berg in Linnaea, Band 27, 4, S. 440. Die Neukombination zu Acca sellowiana (O.Berg) Burret wurde 1941 durch den deutschen Botaniker Carl Burret in Friedrich Karl Georg Fedde: Repertorium specierum novarum regni vegetabilis, Band 50, S. 59 veröffentlicht. Ein weiteres Synonym für Acca sellowiana (O.Berg) Burret ist Feijoa sellowiana (O.Berg) O.Berg.